# Luxemburgs förtjänstorden

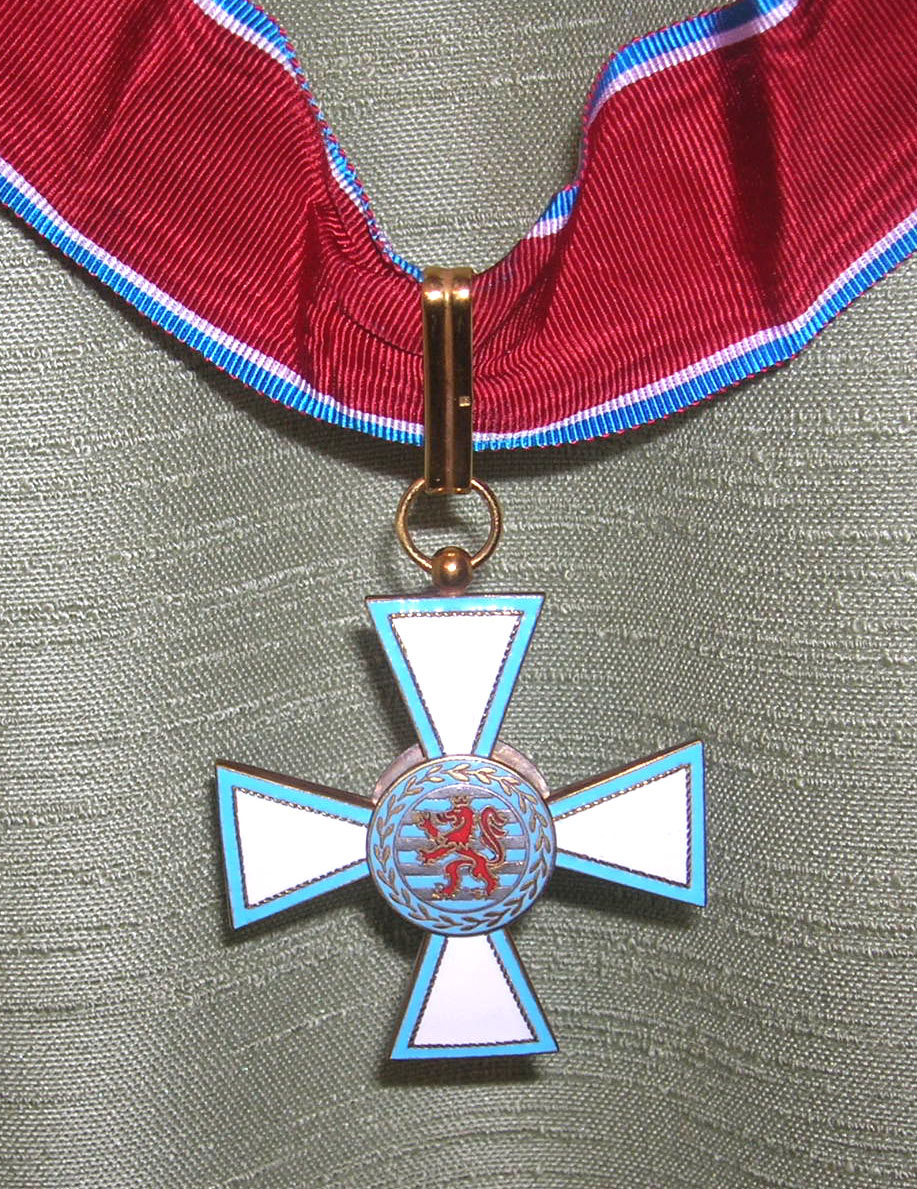
Luxemburgs förtjänstordens kors med kedja.

Luxemburgs förtjänstorden (franska: Ordre de Mérite du Grand-Duché Luxembourg), är en förtjänstorden instiftad 23 januari 1961 av Storhertiginnan Charlotte. Den omfattar fem grader. Ordens stormästare är storhertigen av Luxemburg. Förutom de fem klasserna kan en förgylld medalj också utdelas.

## Grader och ordenstecken
Orden består av fem grader, med olika släpspännen:
- storkors
- storofficer
- kommendör
- officer
- riddare